# Cabillus macrophthalmus
Cabillus macrophthalmus es una especie de pez de la familia de los Gobiidae en el orden de los Perciformes.

## Hábitat
Es un pez de mar y de aguas profundas que vive entre 120 - 400 m de profundidad.

## Distribución geográfica
Se encuentra en el Pacífico occidental central: Indonesia. 

## Observaciones
Es inofensivo para los humanos. 